# 이은숙
이은숙(李銀淑, 1962년 2월 27일~)은 대한민국의 의사이다. 국립암센터의 교수이며 2017년부터 2020년까지 원장을 지냈다.

## 경력
- 대한외과여자의사회 회장
- 국립암센터국제암대학원대학교 암의생명과학과 교수
- 국립암센터 융합기술연구부 교수
- 국립암센터 원장
- 국립암센터국제암대학원대학교 총장
- 국립암센터발전기금 이사장